# Boccardia semibranchiata
Boccardia semibranchiata är en ringmaskart som beskrevs av Félix Édouard Guérin-Méneville 1990. Boccardia semibranchiata ingår i släktet Boccardia och familjen Spionidae. Inga underarter finns listade i Catalogue of Life.